# Исламская партия Дагестана
Исламско-демократическая партия Дагестана (после 1994 — Исламская партия Дагестана (ИПД)) — дагестанская политическая партия, основанная в 1990 году Абдурашидом Саидовым. Идеология партии сочетала исламское возрождение в республике с идеалом построения в Дагестане демократического общества. Партия отстаивала идею тесного сотрудничества верующих и светской интеллигенции.

## История
15 сентября 1990 года врач Абдурашид Саидов в Махачкале учреждает партию. Первоначальными лозунгами были национальный суверенитет и введение шариатского права. Присутствовало 228 делегатов, в том числе 12 гостей. К тому времени в Дагестане не было исламской религиозной организации.
Учредительная конференция ИПД состоялась 20 октября 1990 года в Хасавюрте, но впервые о себе партия заявила в конце 1990 года, когда председатель Абдурашид Саидов выступил по телевидению в Махачкале.
Партия принимала участие в оппозиционных политических акциях. Среди её учредителей был будущий муфтий Сеидахмед Дарбишгаджиев. 
В 1992 году ИПД насчитывала 5 тысяч членов, в основном сельские жители среднего и пожилого возраста. Молодежь не превышала 25% членов. Основная масса членов партии — аварцы, были и кумыки.
В религиозном плане ИПД симпатизировала народным традициям в исламе. В 1991–1994 годах партия неоднократно критиковала правящую республиканскую номенклатуру, из-за чего у основателя партии Саидова случались конфликты с традиционалистским духовенством республики, лояльно настроенным в отношении правящего режима.
Партия стремилась объединить оба крыла исламского движения — традиционалистов и фундаменталистов — однако впоследствии растеряла поклонников с обеих сторон.
На Чрезвычайном съезде партии в январе 1994 года лидером избран профессор ДГУ Суракат Асиятилов. Партия стремилась объединить всех мусульман Дагестана независимо от национальности на гуманных принципах. Тогда партия была переименована в «Исламскую партию Дагестана». С этого времени ИПД уже никак себя не позиционировала, кроме деятельности её руководителя – сторонника утверждения в дагестанском обществе традиционного тарикатского ислама, неизменно избиравшегося депутатом республиканского парламента. 

## Идеология
Общие положения устава Исламско-демократической партии Дагестана утвержденных на I Учредительном съезде Исламско-демократической партии Дагестана 15 сентября 1990 года:

1. Исламско-демократическая партия — массовая общественно-политическая организация, возникшая в результате патриотической и политической активности народа, поддерживает и активно участвует в радикальной перестройке нашего общества в соответствии с потребностью общества, на основе исламских традиций, общечеловеческих ценностей религии.
2. ИДП действует демократическими, конституционно признанными методами, гласно, категорически отвергает всякую дискриминацию, проповедование ненависти и насилия, безоговорочно отвергает террористические и другие насильственные методы политической борьбы, как несовместимые с идеалами свободы, гуманизма, которые проповедует Ислам.
3. ИДП действует в рамках Конституции и законов страны, в соответствии с Программой и Уставом ИДП.
4. Целью своей деятельности ИДП считает создание подлинного народовластия и демократического, правового государства, расцвет экономики и культуры республики, урегулирование национальных проблем путем ликвидации тоталитаризма, для чего, по нашему мнению, необходимо:
  - многопартийная система и парламентаризм;
  - независимая оппозиционная равнообеспеченная пресса (легальная);
  - равноправное существование всех секторов экономики: государственного, коллективного и частного, свободная конкуренция между ними;
  - реальный механизм социальной защиты, гарантированный прожиточный минимум для всех;
  - разделение властей: законодательной, исполнительной и судебной, Суд присяжных, Верховный Конституционный Суд;
  - приоритет прав личности перед интересами государства, свобода вероисповедания, свобода для религиозного образования, пропаганды и религиозного воспитания в соответствии с законодательством страны.

5. Основные задачи ИДП - добиться:
  - восстановления и укрепления гуманных исламских традиций,
  - возрождения ислама;
  - подлинного суверенитета республики с предоставлением политической и экономической самостоятельности, основанной на взаимовыгодных межреспубликанских договорах, справедливого распределения ее совокупного продукта;
  - развития и гарантирования прав человека и гражданина;
  - нравственного обновления общества на основе исламской морали;
  - сохранения и приумножения богатств культуры проживающих в республике национальностей;
  - повышения благосостояния народа, удовлетворения его материальных и духовных потребностей;
  - социальной справедливости во всех сферах жизни;
  - оздоровления окружающей среды;
  - равноправного и делового сотрудничества всех проживающих в республике национальностей, обеспечения сохранения и развития коренных наций в республике;